# Gavbandi
Gāvbandī (farsi گاوبندی), conosciuta anche come Parsian (پارسیان), è il capoluogo dello shahrestān di Parsian, circoscrizione Centrale, nella provincia di Hormozgan.  Aveva, nel 2006, una popolazione di 10.549 abitanti.